# Mandagere, Krishnarajpet
Mandagere là một làng thuộc tehsil Krishnarajpet, huyện Mandya, bang Karnataka, Ấn Độ.